# Felipa de Porcellet
Felipa de Porcellet, död 1316, var en fransk affärsidkare. 
Hon var begin och ägnade sig åt affärsverksamhet. 
Skrev en hagiografi om Sankta Douceline, Li Vida de la benaurada sancta Doucelina, mayre de las donnas de Robaut. Den har beskrivits som ett mästerverk av medeltida litteratur i Langue d'Oc, och var en av endast tre biografier om kvinnliga helgon skrivna av en kvinna i medeltidens Frankrike. 